# Москаленко Кирило Семенович
Кири́ло Семе́нович Москале́нко (28 квітня (11 травня) 1902 — 17 червня 1985) — український радянський військовий діяч, Маршал Радянського Союзу (11.03.1955), двічі Герой Радянського Союзу (23.10.1943—21.02.1978), Герой ЧССР (1969), заступник міністра оборони СРСР, член ЦК КПСС (1956—1985), депутат Ради національностей Верховної ради СРСР 2–11 скликань (1946—1985), почесний громадянин Вінниці.

## Біографія
Кирило Москаленко народився 11 травня 1902 року в Гришине, Гришинської волості, Бахмутського повіту, Катеринославської губернії (нині Покровський район, Донецька область). За національністю — українець. Закінчив церковно-парафіяльну школу й два класи училища міністерства освіти.
З 1917 по 1919 роки навчався в трикласному нижчому сільськогосподарському училищі, на станції Яма Північно-Донецької залізниці, де разом з ним здобував освіту Володимир Сосюра. Змушений був припинити навчання через Громадянську війну, повернувся в Гришине й влаштувався на роботу до сільського ревкому. Був мобілізований до лав Червоної Армії в серпні 1920 року.

### Участь у Громадянській війні, 1920—1930-ті роки
Кирило Семенович у Громадянську війну воював рядовим бійцем Першої кінної армії проти військ генерала Петра Врангеля й отамана Нестора Махна.
Закінчив артилерійське відділення Харківської об'єднаної школи червоних старшин (1922), курси удосконалення командного складу Михайлівської військової артилерійської академії в Ленінграді (1928), факультет удосконалення вищого командного складу Військової академії ім. Фелікса Дзержинського (1939). У період навчання в Харкові брав безпосередню участь у боях зі збройними формуваннями на Дону і Донбасу.
З 1922 по 1932 роки проходив службу в складі 6-ї Чонгарської кавалерійської дивізії (до 1924 року в складі Першої кінної армії), командир взводу кінно-артилерійського дивізіону. У період служби в Армавірі був учасником військового політичного конфлікту на Північному Кавказі.
У вересні 1923 року разом з військовою частиною був переведений до Брянська. З 1924 року — командир батареї, з 1928 — командир навчальної батареї, командир артилерійського дивізіону, начальник штабу артилерійського полку.
З 1932 року служив у окремій кавалерійській дивізії Особливої Червонопрапорної Далекосхідної армії під Читою, спочатку начальником штабу, потім з 1934 року призначений командиром кавалерійського полку. З 1935 року командував 23-й танковою бригадою у Приморському краї. З 1936 року служив у 45-му механізованому корпусі Київського військового округу.

### Радянсько-фінська війна
1939 року був призначений начальником артилерії 51-ї Перекопської стрілецької дивізії Одеського військового округу, з якою брав участь у радянсько-фінській війні 1939—1940 років, за що нагороджений орденом Червоного Прапора. Потім, послідовно, — начальник артилерії 35-го стрілецького корпусу (Кишинів) і 2-го механізованого корпусу (Тирасполь).

### Друга світова війна
Від травня 1941 року — командир 1-ї артилерійської протитанкової бригади РГК, яка формувалася у складі 5-ї армії КОВО в м. Луцьку.
На цій посаді генерал-майор артилерії Кирило Семенович Москаленко зустрів німецько-радянську війну. Бригада під його керівництвом брала участь в оборонних боях у районах міст Луцьк, Володимир-Волинський, Рівне, Торчин, Новоград-Волинський, Малин, у обороні переправ через p. Тетерів, Прип'ять, Дніпро, Десна. З перших боїв К. С. Москаленко не втратив властивої йому холоднокровності, зберігав гостроту мислення, особисту мужність, завжди знаходився на лінії передових батарей, які стріляли прямою наводкою.
Протягом місяця безперервних боїв, перебуваючи на напрямку головного удару німецької групи армій «Південь», бригада знищила понад 300 танків противника. За бойові успіхи, мужність і відвагу К. С. Москаленко був нагороджений орденом Леніна.
Від вересня 1941 року К. С. Москаленко командир 15-го стрілецького корпусу у складі 5-ї армії Південно-Західного фронту, воював з ним під містами Чернігів, Ніжин, Ічня, Пирятин. Потім командував кінно-механізованою групою військ 13-ї армії Південно-Західного фронту. У дні контрнаступу радянських військ під Москвою брав участь в Єлецькій наступальній операції, у розгромі єлецького угруповання противника і звільненні м. Єлець.
У грудні 1941 року призначений заступником командувача 6-ю армією Південно-Західного фронту. 6-та армія під командуванням К. С. Москаленко брала участь у Барвінково-Лозовській наступальній операції та визволенні міст Ізюм і Лозова.
Від 12 лютого 1942 року — командир 6-го кавалерійського корпусу, з березня по липень 1942 року — командувач 38-ю армією. Від липня 1942 року командував 1-ю танковою армією, брав участь у боях на дальніх підступах до Сталінграду (липень — серпень 1942). У серпні 1942 року призначений командувачем 1-ї гвардійської армії, з якою до жовтня 1942 року брав участь у Сталінградській битві.
У жовтні 1942 року був призначений командувачем 40-ю армією, брав участь в Острогозько-Россошанскій операції, визволенні Харкова, Курській битві, форсуванні Дніпра.
23 жовтня 1943 року за мужність і героїзм, проявлені при форсуванні Дніпра і закріпленні плацдарму на його західному березі, командувачу 40-ю армією генерал-полковнику Москаленкові Кирилу Семеновичу присвоєне звання Герой Радянського Союзу.
Від жовтня 1943 року і до кінця війни знову був командувачем 38-ю армією. З цією армією в складі 1-го Українського, 2-го Українського та 4-го Українського фронтів генерал-полковник К. С. Москаленко в 1943 році визволяв Київ, у листопаді — грудні 1943 року знову обороняв його.
У 1944 році брав участь у Житомирсько-Бердичівській, Проскурівсько-Чернівецькій, Львівсько-Сандомирській, Карпатсько-Дуклінській (штурм Дукельського перевалу), у 1945 роках — у Західно-Карпатській, Моравсько-Остравській, Празькій наступальних операціях. Очолювані ним війська визволяли Україну, Чехословаччину та Польщу.

### Післявоєнний період
Від серпня 1948 року командувач військами Московського району (згодом Московського округу) ППО. У червні 1953 року Кирило Москаленко очолив групу військових (в яку входили Георгій Жуков, Павло Батицький та інші), яка за дорученням Микити Хрущова арештувала Лаврентія Берію. Від червня 1953 р. командувач військами Московського військового округу. Москаленку Кирилу Семеновичу присвоєно військове звання «Маршал Радянського Союзу». З 1960 року — Головнокомандувач РВСП — заступник Міністра оборони СРСР. Під його керівництвом велась підготовка i здійснені перші в світовій історії успішні польоти пілотованих космічних кораблів. Від 1962 року головний інспектор Міністерства оборони СРСР — заступник Міністра оборони СРСР. За заслуги в розвитку і зміцненні Збройних сил СРСР 21.02.1978 року нагороджений другою медаллю «Золота Зірка». Від грудня 1983 року — у Групі генеральних інспекторів МО СРСР.
Кирило Семенович все життя підтримував тісні взаємини з родиною й рідним селом, не залишався байдужим до життя громади й своєї землі. Через складну політичну ситуацію (арешт Лаврентія Берія), не був присутній на похороні батька (1953), який до самої смерті мешкав у селі Гришине. Рідну батьківщину зміг відвідати тільки в 1954, 1958 і 1972 роках. Завдяки клопотанням Москаленка Кирила Семеновича в селі Гришине було проведено електрику (1957), вимощено камінням дорогу до райцентру Красноармійське (1959), покладено асфальт (1972) та споруджено сучасну школу (1972).
Помер 17 червня 1985 року в Москві. Похований на Новодівичому кладовищі.

## Військові звання
- Полковник (16.08.1938)
- Комбриг (15.04.1940)
- Генерал-майор артилерії (06.06. 1940)
- Генерал-лейтенант (19.01.1943)
- Генерал-полковник (19.09.1943)
- Генерал армії (03.08.1953)
- Маршал Радянського Союзу (11.03.1955)

## Нагороди
- Герой Радянського Союзу (медаль «Золота зірка» № 2002, указ від 23.10.1943)
- Двічі Герой Радянського Союзу (медаль «Золота зірка» № 105, указ від 21.02.1978)
- 7 орденів Леніна (22.07.1941, 23.10.1943, 06.11.1945, 07.03.1962, 10.05.1972, 21.02.1978, 10.05.1982)
- Орден Жовтневої Революції (22.02.1968)
- 5 орденів Червоного Прапора (07.04.1940, 27.08.1943, 03.11.1944, 15.11.1950, 28.01.1954)
- 2 ордени Суворова 1-го ступеня (28.01.1943, 23.05.1943)
- 2 ордени Кутузова 1-го ступеня (29.05.1944, 25.08.1944)
- Орден Богдана Хмельницького 1-го ступеня (10.01.1944)
- Хрест Грюнвальда 2-го ступеня (Польща, 1946)[4]
- Орден Вітчизняної війни 1-го ступеня (06.04.1985)
- Орден «За службу Батьківщині у Збройних Силах СРСР» 3-го ступеня (30.04.1975)
- 15 медалей СРСР
- Герой Чехословацької Соціалістичної Республіки (05.10.1969)
- 28 орденів і медалей інших держав

### Позбавлений
- Почесний громадянин Києва (до травня 2023)[5]

## Твори
- Москаленко К. С. На Юго-Западном направлении. Воспоминания командарма. Книга I. — М.: Наука, 1969 [Архівовано 14 травня 2021 у Wayback Machine.]
- Москаленко К. С. На Юго-Западном направлении. 1943—1945. Воспоминания командарма. Книга II. — М.: Наука, 1973.

## Вшанування пам'яті

Пам'ятник Кирилу Москаленку в Покровську

- У центрі міста Покровськ встановлено бюст Кирилу Москаленку[6].
- 2016 року у місті Покровськ вулицю 40 років Жовтня перейменували на вулицю Маршала Москаленка.
- У селі Гришине вулицю Матросова перейменували на вулицю Маршала Москаленка.
- Також вулиця Маршала Москаленка є у місті Горлівка.
- Покровський історичний музей містить частину експозицій присвячену Кирилу Семеновичу Москаленку.

## Галерея

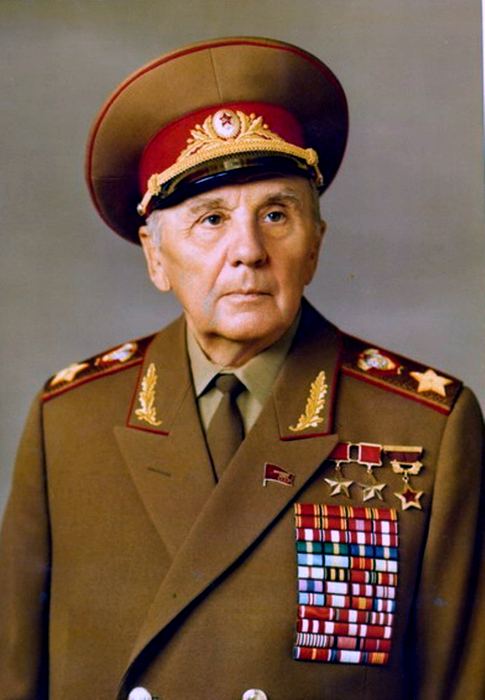
Портрет Маршала Кирила Москаленка
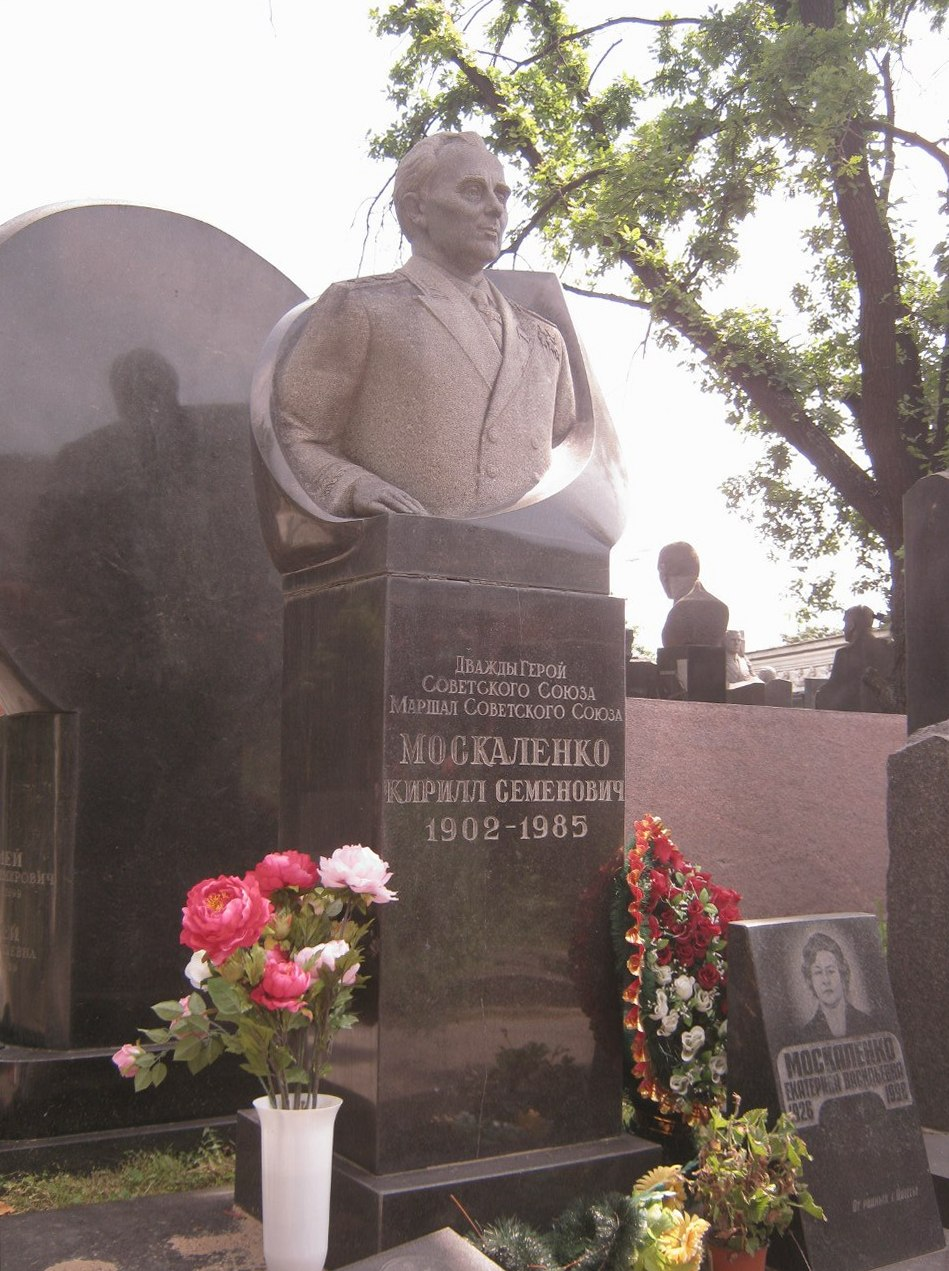
Могила Кирила Москаленка у місті Москва